# Thai Women’s League
Die Thai Women’s League (thailändisch ฟุตบอลลีกหญิง) ist die höchste Spielklasse im thailändischen Frauenfußball. Organisiert wird die Liga vom Thailändischen Fußballverband. Derzeit nehmen acht Mannschaften in der 2008 eingeführten Meisterschaft teil.

## Aktuelle Saison
An der Spielzeit 2024/25 nahmen die folgenden acht Mannschaften teil.
- Bangkok WFC
- BG College of Asian Scholars
- Chonburi FA
- Chonburi Sports School
- Kasem Bundit University FC
- LPGSS Khelang United
- Nakhon Si Thammarat Sports School
- Surin Hinkhon United

## Alle Meister seit 2009
- 2008/09: Nakhon Ratchasima–RBAC
- 2010: GH Bank RBAC
- 2011: BG Bundit Asia
- 2012: BG Bundit Asia
- 2013: Keine Austragung
- 2014: Keine Austragung
- 2015: Keine Austragung
- 2016: Keine Austragung
- 2017: Chonburi Sports School
- 2018: Keine Austragung
- 2019: Chonburi WFC  & BG Bundit Asia (geteilt)
- 2020/21: BG Bundit Asia
- 2022: BG College of Asian Scholars
- 2023: Bangkok WFC
- 2024: BG College of Asian Scholars
- 2025: BG College of Asian Scholars

## Rekordsieger
- 7 Titel: BG College of Asian Scholars
- 2 Titel: Chonburi Sports School
- 1 Titel: Nakhon Ratchasima–RBAC, GH Bank RBAC, Bangkok WFC

Bis 2021 spielte BG College of Asian Scholars unter dem Namen BG Bundit Asia.